# Chalciope isosceles
Chalciope isosceles là một loài bướm đêm trong họ Noctuidae.